# Robbie Brady
Robert "Robbie" Brady (Dublín, 14 de gener de 1992) és un jugador de futbol professional irlandès, que actualment juga d'extrem al Burnley FC i a la selecció irlandesa.
Brady va iniciar la seva carrera esportiva a les categories inferiors del Manchester United, tot i després de disputar només un partit amb el primer equip, va marxar al Hull City. Amb els Tigers va disputar 124 partits, arribant a participar en la final de la FA Cup de 2014. Un any més tard marxaria al Norwich City, que va pagar 7 milions de lliures.
Des del seu debut amb la selecció irlandesa, en un partit contra la selecció d'Oman en el qual va marcar un gol i en va assistir dos mes, Brady ha disputat més de 20 partits amb el combinat nacional. Brady és, actualment, el màxim golejador històric del conjunt sub-21 irlandès.

## Biografia

### Primers anys
Nascut a Baldoyle (Dublín), Brady va assistir al Pobalscoil Neasáin, a més de jugar amb l'all-Ireland sub-16. Va ser seguit per part de captadors del Manchester United en un partit que va jugar amb el St. Kevin's Boys, fitxant pel conjunt anglès el gener de 2008, quan va fer els 16 anys. El seu primer partit amb els Red Devils es va produir en un partit del sub-18 contra el Liverpool, el 19 de gener de 2008. El seu debut amb el segon equip del United es va produir dos mesos després, en una victòria, per 3-1, contra el Newcastle United. El juliol d'aquell any Brady va signar com a membre de l'acadèmia, participant en els següents dos anys en partits tant amb el sub-18 com amb els reserves del Manchester. La temporada 2010–11 Brady es va fer fixe a l'equip reserva, essent convocat per primera vegada pel primer equip el 26 d'octubre de 2010, en un partit de la Copa de la Lliga contra el Wolverhampton Wanderers FC. Tot i això, Brady només va disputar un partit amb el primer equip del Manchester United, el 26 de setembre de 2012, entrant en el minut 86 en substitució d'Alexander Büttner. El UNited es va imposar, per 2-1, al Newcastle United, en el que era un partit corresponent a la 3a ronda de la Copa de la Lliga.

### Selecció irlandesa
Brady va debutar amb la selecció sub-21 irlandesa al Cornaredo Stadium de Lugano, el setembre de 2010. El 9 d'agost de 2011 va aconseguir dos gols en un amistós contra Àustria. Més endavant també aconseguiria marcar contra Hongria i Liechtenstein en la fase de classificació per l'Eurocopa sub-21 de 2013. El 26 de febrer de 2012 Brady seria nomenat el millor jugador sub-21 per part de l'Associació de Futbol d'Irlanda, gràcies a la seva excel·lent temporada. Més tard, el 6 de setembre d'aquell any, Brady es convertiria en el màxim golejador històric de la selecció sub-21, amb 7 gols.
El 8 de setembre de 2012 va ser convocat, per primera vegada, per jugar amb la selecció absoluta, en un partit amistós contra la selecció d'Oman, en el qual va marcar un gol i va assistir-ne dos mes. El 18 de novembre de 2014, el jugador irlandès va aconseguir el seu primer doblet amb Irlanda, en un partit contra la selecció estatunidenca.
El 29 de març de 2015 Brady va ser titular en un partit de classificació per l'Eurocopa 2016, jugant com a lateral esquerra. El partit, contra Polònia, va acabar amb empat a 1. El 13 de novembre d'aquell any Brady va marcar, en el minut 82, un gol crucial en el partit d'anada de la repesca per disputar l'Eurocopa, aconseguint Irlanda empatar a casa de Bòsnia i Hercegovina. Tres dies més tard, a Irlanda, assistiria a Jonathan Walters en un dels dos gols que van sentenciar l'eliminatòria, classificant l'equip per disputar l'Eurocopa de 2016.
El 29 de març de 2015 Brady va ser titular en un partit de classificació per l'Eurocopa 2016, jugant com a lateral esquerra. El partit, contra Polònia, va posar fi a empat a 1. El 13 de novembre d'aquell any Brady va marcar, en el minut 82, un gol crucial en el partit d'anada de la repesca per disputar l'Eurocopa, aconseguint Irlanda empatar a casa de Bòsnia i Hercegovina. Tres dies més tard, a Irlanda, assistiria a Jonathan Walters en un dels dos gols que van sentenciar l'eliminatòria, classificant l'equip per disputar l'Eurocopa de 2016.
Ekl 22 de juny de 2016 Brady va marcar un gol contra Itàlia, en el minut 85, en el darrer partit de la fase de grups de l'Eurocopa. Aquest gol va representar la victòria (1-0) d'Irlanda, així com la classificació de l'equip del trèvol per a disputar els vuitens de final de la màxima competició europea.

## Estadístiques
Actualitzat a 15 de maig de 2016
| Club              | Temporada     | Lliga          | Lliga   | Lliga | FA Cup  | FA Cup | Lliga Cup | Lliga Cup | Altres  | Altres | Total   | Total |
| Club              | Temporada     | Divisió        | Partits | Gols  | Partits | Gols   | Partits   | Gols      | Partits | Gols   | Partits | Gols  |
| ----------------- | ------------- | -------------- | ------- | ----- | ------- | ------ | --------- | --------- | ------- | ------ | ------- | ----- |
| Manchester United | 2011-12       | Premier League | 0       | 0     | 0       | 0      | 0         | 0         | 0       | 0      | 0       | 0     |
| Manchester United | 2012-13       | Premier League | 0       | 0     | 0       | 0      | 1         | 0         | 0       | 0      | 1       | 0     |
| Manchester United | Total         | Total          | 0       | 0     | 0       | 0      | 1         | 0         | 0       | 0      | 1       | 0     |
| Hull City         | 2011-12       | Championship   | 39      | 3     | 2       | 0      | 0         | 0         | 0       | 0      | 41      | 3     |
| Hull City         | 2012-13       | Championship   | 32      | 4     | 1       | 0      | 0         | 0         | 0       | 0      | 33      | 4     |
| Hull City         | 2013-14       | Premier League | 16      | 3     | 1       | 0      | 1         | 1         | 0       | 0      | 18      | 4     |
| Hull City         | 2014-15       | Premier League | 27      | 0     | 1       | 0      | 1         | 1         | 3       | 2      | 32      | 3     |
| Hull City         | Total         | Total          | 114     | 10    | 5       | 0      | 2         | 2         | 3       | 2      | 124     | 14    |
| Norwich City      | 2015-16       | Premier League | 36      | 3     | 0       | 0      | 0         | 0         | 0       | 0      | 36      | 3     |
| Total carrera     | Total carrera | Total carrera  | 150     | 13    | 5       | 0      | 3         | 2         | 3       | 2      | 161     | 17    |

## Palmarès
Individual
- Millor Jugador Sub-21 de la FAI (2): 2011[21] i 2012[22]